# أوينوفيتا
أوينوفيتا (Οινόφυτα) هي مدينة في فويوتيا في مقاطعة كينتريكي إلادا في اليونان.